# Mike Johanns
Michael Owen Johanns, dit Mike Johanns, né le 18 juin 1950 à Osage (Iowa), est un homme politique américain. Membre du  Parti républicain, il est gouverneur du Nebraska de 1998 à 2005, lorsqu'il est nommé secrétaire à l'Agriculture des États-Unis dans l'administration du président George W. Bush, fonction qu'il conserve jusqu'en 2007, avant de devenir sénateur du Nebraska au Congrès des États-Unis entre 2009 et 2015.

## Biographie
Né à Osage dans l'Iowa, Mike Johanns est maire de Lincoln, la capitale du Nebraska, entre 1991 et 1998.

### Gouverneur du Nebaska
En 1998, il est élu gouverneur de l’État du Nebraska avec 54 % des voix, en battant le candidat démocrate Bill Hoppner. 
En mai 1999, la législature du Nebraska vote une loi établissant un moratoire sur les exécutions pendant une durée de deux ans, le temps de mener une étude sur la pratique. Johanns oppose son véto à cette loi, un choix critiqué notamment par le pape Jean-Paul II ou l'American Bar Association.
En 2002, il est réélu gouverneur avec 69 % des suffrages.

### Secrétaire à l'Agriculture des États-Unis

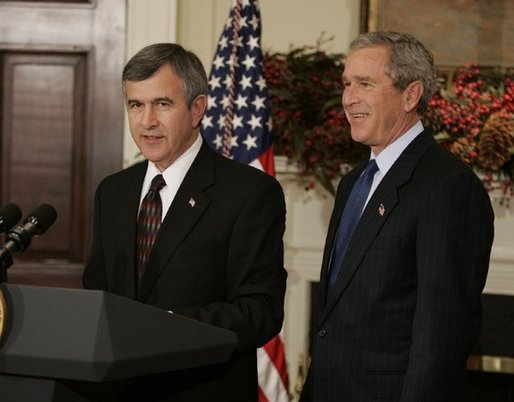
Mike Johanns et George W. Bush, le 22 décembre 2004.

Le 22 décembre 2004, il est nommé par le président George W. Bush à la tête du département de l'Agriculture des États-Unis en remplacement d’Ann Veneman ; de ce fait, il abandonne son mandat de gouverneur et renonce à concourir au poste de sénateur des États-Unis en 2006, contre le sénateur démocrate sortant et ex-gouverneur Ben Nelson. Il est confirmé par le Sénat le 20 janvier 2005, jour où il présente sa démission du poste de gouverneur.

### Sénateur des États-Unis
Le 20 septembre 2007, il démissionne se son poste de secrétaire à l'Agriculture. Il annonce quelques jours plus tard aux élections sénatoriales de 2008 dans le Nebraska pour briguer la succession du républicain Chuck Hagel, non candidat à sa réélection. Deux candidats républicains, le procureur général de l'État Jon Bruning et l'ancien maire d'Ohama Hal Daub, retirent leur candidature et Johanns remporte largement la primaire républicaine du 13 mai 2008. Le 4 novembre, il remporte l'élection générale contre l'homme d'affaires démocrate Scott Kleeb, avec 57,5 % des voix.
Comme ses collègues républicains, il s'oppose à l'Obamacare et au Dodd–Frank Wall Street Reform and Consumer Protection Act.
En 2011 et 2012, il fait partie du "Gang of Eight", un groupe informel et bipartisan de huit sénateurs visant à trouver un accord sur la réduction du déficit du gouvernement fédéral.
En février 2013, il annonce qu'il ne sera pas candidat à un second mandat lors des élections de 2014.